# Elatostema baiseense
Elatostema baiseense är en nässelväxtart som beskrevs av Wen Tsai Wang. Elatostema baiseense ingår i släktet Elatostema och familjen nässelväxter. Inga underarter finns listade i Catalogue of Life.